# Rhinoclemmys funerea
Rhinoclemmys funerea là một loài rùa trong họ Emydidae. Loài này được Cope mô tả khoa học đầu tiên năm 1876.

## Hình ảnh

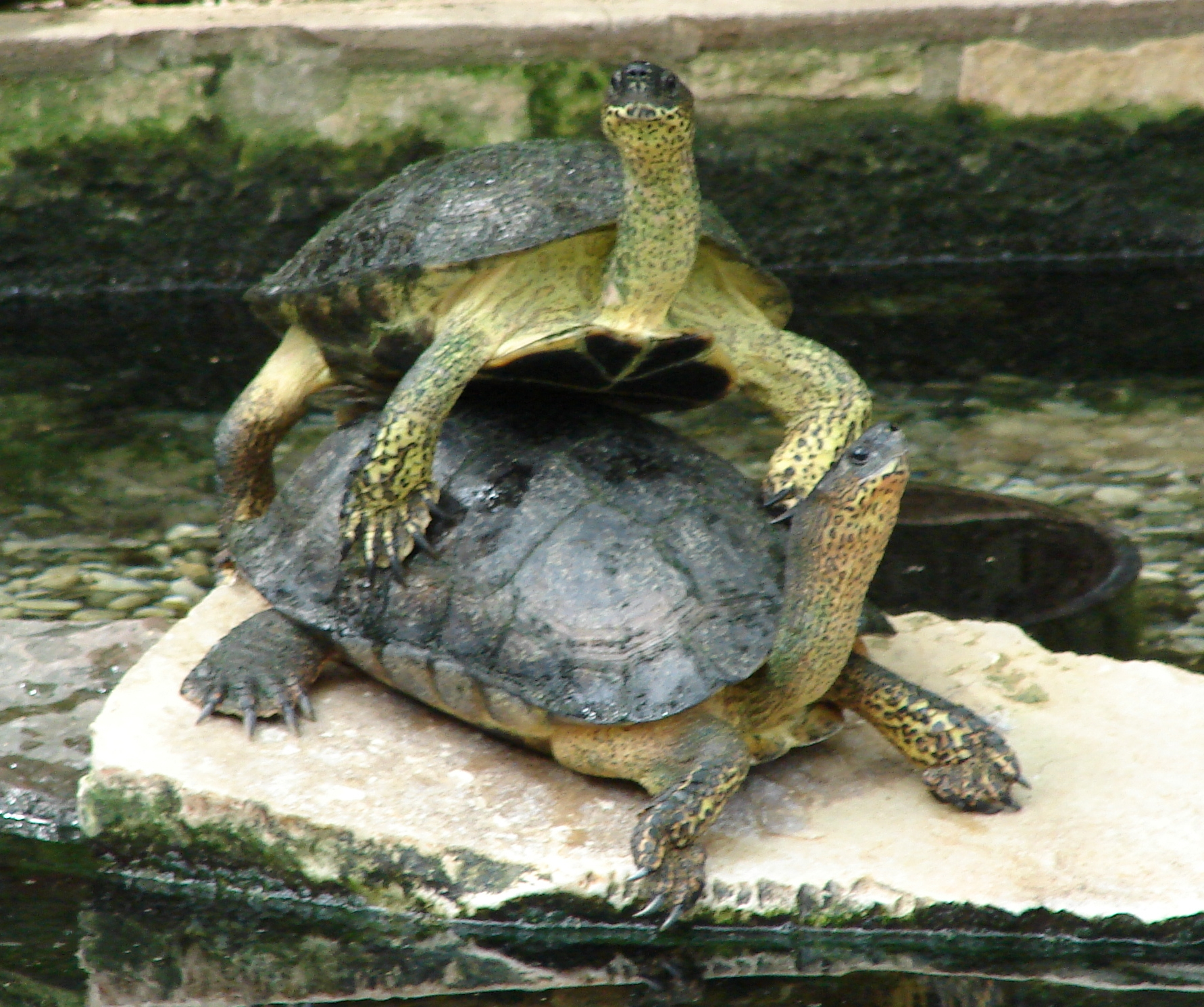